# Gunung Peumalin
Gunung Peumalin är ett berg i Indonesien.   Det ligger i provinsen Aceh, i den västra delen av landet, 1 700 km nordväst om huvudstaden Jakarta. Toppen på Gunung Peumalin är 1 022 meter över havet.
Terrängen runt Gunung Peumalin är huvudsakligen lite bergig. Trakten runt Gunung Peumalin är nära nog obefolkad, med mindre än två invånare per kvadratkilometer. I omgivningarna runt Gunung Peumalin växer i huvudsak städsegrön lövskog.